# Drifter
Drifter je německý hraný film z roku 2023, který režíroval Hannes Hirsch podle vlastního scénáře. Snímek měl světovou premiéru na Mezinárodním filmovém festivalu v Berlíně dne 18. února 2023. Ve stejném roce byl film uveden na filmovém festivalu Mezipatra pod názvem Po proudu.

## Děj
20letý Moritz se přestěhuje za svým přítelem Jonasem do Berlína. Když se jejich monogamní vztah vinou Jonase rozpadne, Moritz se vzdá svých romantických představ o lásce. Útěchu a bezpečí pak najde u staršího Noaha. Brzy se však Moritz ponoří do nočního života německé metropole. Tam je konfrontován s mnoha různými lidmi a různými životními styly.

## Obsazení
| Lorenz Hochhuth        | Moritz     |
| Cino Djavid            | Noah       |
| Gustav Schmidt         | Jonas      |
| Oscar Hoppe            | Stefan     |
| Marie Tragousti        | Eleftheria |
| Aviran Edri            | Daniel     |
| Cat Jugravu            | Kasi       |
| Karim Alexandre Howard | Ron        |
| Rabea Egg              | Anna       |
| Elaine Cameron         | Clara      |

## Ocenění
Film byl v rámci Berlinale nominován na diváckou cenu Panorama. Drifter rovněž soutěžil o cenu Teddy Award a byl dvakrát nominován na First Steps Award (Hannes Hirsch v kategorii „Nejlepší celovečerní hraný film“ a herec Lorenz Hochhuth na cenu Götz-George pro nejslibnějšího herce).